# Michal Macho
Michal Macho (* 17. Januar 1982 in Martin, Tschechoslowakei) ist ein ehemaliger slowakischer Eishockeyspieler, der den Großteil seiner aktiven Karriere zwischen 1999 und 2015 in der slowakischen sowie tschechischen Extraliga verbracht hat. Mit der slowakischen Nationalmannschaft nahm der Flügelstürmer an den Weltmeisterschaften in den Jahren 2009 und 2010 teil.

## Karriere
Macho durchlief in seiner Jugendzeit die Nachwuchsabteilungen des Martinskeho hokeja club in seiner Heimatstadt. Dort spielte er in der Saison 1995/96 – im Alter von 13 Jahren – erstmals in einer der Jugendmannschaften. In den folgenden drei Jahren steigerte er sich kontinuierlich, bis hin zu 102 Scorerpunkten in lediglich 55 Partien in der Spielzeit 1997/98, sowie einer positiven Plus/Minus-Statistik von 96. Nachdem der Stürmer in der Saison 1998/99 nur selten zum Einsatz gekommen war, gab er im folgenden Spieljahr sein Debüt in der Profimannschaft, die zu dieser Zeit am Spielbetrieb der zweitklassigen slowakischen 1. Liga teilnahm. Am Ende der Saison feierte er mit dem Team den Meistertitel der 1. Liga und somit auch den Aufstieg in die slowakische Extraliga. Zudem wurde Macho im NHL Entry Draft 2000 in der sechsten Runde an 183. Position von den San Jose Sharks ausgewählt.
Der Flügelstürmer entschied sich zunächst gegen einen Wechsel nach Nordamerika und verblieb bis 2002 bei seinem Stammklub. Im Sommer 2002 wechselte er zum Ligakonkurrenten HC Slovan Bratislava, wo er insgesamt vier Jahre lang spielte. In dieser Zeit gewann er mit der Mannschaft in den Jahren 2003 und 2005 den slowakischen Meistertitel sowie 2004 den IIHF Continental Cup. Des Weiteren entwickelte sich der Stürmer zu einem soliden Spielertyp, der jedoch oft mit Verletzungen zu kämpfen hatte. Dennoch wagte der Slowake im Sommer 2006 den Wechsel nach Nordamerika, als er am 3. Juni ein Vertragsangebot der San Jose Sharks akzeptierte. Im Verlauf des saisonvorbereitenden Trainingscamps wurde Macho am 25. September aber ins Farmteam, den Worcester Sharks aus der American Hockey League, abgestellt. Dort gab er im Oktober sein Debüt auf der nordamerikanischem Eisfläche, verletzte sich jedoch Mitte Dezember nach 27 absolvierten Partien so schwer am Knie, dass er den Rest der Spielzeit 2006/07 ausfiel. In den 27 Spielen vor der Verletzung hatte er es auf sieben Scorerpunkte, darunter ein Tor, gebracht.
Macho kehrte nach der enttäuschenden Spielzeit bei den Sharks im Sommer 2007 in seine slowakische Heimat zurück, in der er zunächst zwölf Spiele für den HC Košice absolvierte, ehe er sich erneut seinem Stammverein anschloss, der sich inzwischen in MHC Martin umbenannt hatte. In seiner Geburtsstadt spielte er in der Saison 2007/08 das beste Jahr seiner Karriere mit 35 Scorerpunkten. Diese Bestmarke steigerte der Stürmer im Folgejahr noch einmal deutlich, als es ihm gelang 56 Punkte zu erreichen. Zudem hatte er in der Saisonmitte mit dem MHC zum zweiten Mal in seiner Karriere den IIHF Continental Cup gewonnen, woran er mit vier Scorerpunkten in drei Begegnungen maßgeblichen Anteil hatte. Von 2009 bis 2011 spielte Macho für den BK Mladá Boleslav in der tschechischen Extraliga. Anschließend wurde er zur Saison 2011/12 von seinem Ex-Verein HC Slovan Bratislava verpflichtet, mit dem er seinen insgesamt dritten Gewinn des Slowakischen Meistertitels feiern konnte.
Nach dem einjährigen Engagement in Bratislava wechselte Macho für zwei Jahre zum kasachischen Klub HK Saryarka Karaganda, der in der russischen Wysschaja Hockey-Liga beheimatet war. Im Jahr 2014 sicherte sich der Slowake mit Karaganda den Meistertitel der Liga. Zur Saison 2014/15 wechselte er zum Ligakonkurrenten HK Buran Woronesch. Zum Ausklang seiner Karriere als Aktiver kehrte Macho im Februar 2015 zu seinem Ausbildungsverein nach Martin zurück, ehe er seine Karriere im Sommer desselben Jahres beendete.

### International
Auf internationaler Ebene spielte Macho für die Slowakei erstmals bei der U18-Junioren-Weltmeisterschaft 2000. Dort konnte er in vier Begegnungen ein Tor zum Erreichen des fünften Platzes in der Abschlusstabelle beitragen. Zwei Jahre später nahm er mit der Landesauswahl an der U20-Junioren-Weltmeisterschaft teil. Mit zwei Vorbereitungen in sieben Spielen erreichte er in etwa so viele Punkte pro Spiel wie im Jahr 2000. Die Mannschaft belegte am Ende den achten Rang.
Bei den Senioren wurde Macho für den Kader der Welttitelkämpfe 2009 in der Schweiz nominiert. Aufgrund möglicher Nachnominierungen aus der National Hockey League wurde er nicht für die Vorrunde gemeldet und hielt sich auf Abruf für die Zwischenrunde bereit, in der er einmal zum Einsatz kam. Bei der Weltmeisterschaft 2010 in Deutschland lief er sechs Mal für sein Land auf.

## Erfolge und Auszeichnungen
| - 2000 Meister der 1. Liga und Aufstieg in die Extraliga mit dem MHC Martin - 2003 Slowakischer Meister mit dem HC Slovan Bratislava - 2004 IIHF-Continental-Cup-Gewinn mit dem HC Slovan Bratislava - 2005 Slowakischer Meister mit dem HC Slovan Bratislava | - 2009 IIHF-Continental-Cup-Gewinn mit dem MHC Martin - 2012 Slowakischer Meister mit dem HC Slovan Bratislava - 2014 Meister der Wysschaja Hockey-Liga mit dem HK Saryarka Karaganda |

## Karrierestatistik

### International
Vertrat die Slowakei bei:
- U18-Junioren-Weltmeisterschaft 2000
- U20-Junioren-Weltmeisterschaft 2002
- Weltmeisterschaft 2009
- Weltmeisterschaft 2010

(Legende zur Spielerstatistik: Sp oder GP = absolvierte Spiele; T oder G = erzielte Tore; V oder A = erzielte Assists; Pkt oder Pts = erzielte Scorerpunkte; SM oder PIM = erhaltene Strafminuten; +/− = Plus/Minus-Bilanz; PP = erzielte Überzahltore; SH = erzielte Unterzahltore; GW = erzielte Siegtore; 1 Play-downs/Relegation; Kursiv: Statistik nicht vollständig)